# 280 Philia
A 280 Philia a Naprendszer kisbolygóövében található aszteroida. Johann Palisa fedezte fel 1888. október 29-én.